# 237-я истребительная авиационная дивизия
237-я истреби́тельная авиацио́нная диви́зия (237-я иад) — соединение Военно-Воздушных сил (ВВС) Вооружённых Сил РККА, принимавшее участие в боевых действиях Великой Отечественной войны.

## Наименования дивизии
- 237-я истребительная авиационная дивизия

## Создание дивизии
237-я истребительная авиационная дивизия сформирована 7 июня 1942 года Приказом НКО СССР на базе Управления Военно-воздушных сил 51-й армии и 16-й ударной авиационной группы.

## Расформирование дивизии
Управление 237-я истребительной авиационной дивизии Приказом НКО № 00217 от 10 октября 1942 года было выведено в Резерв Верховного Главнокомандования для формирования управлений корпусов резерва СВГК. На базе управления 237-й иад приказом НКО № 00229 от 5 ноября 1942 года сформировано управление 2-го смешанного авиационного корпуса.

## В действующей армии
В составе действующей армии:
- 7 июня 1942 года по 10 октября 1942 года.

## Командир дивизии
| Звание                | Имя                         | Период                                 | Примечание               |
| --------------------- | --------------------------- | -------------------------------------- | ------------------------ |
| Генерал-майор авиации | Белецкий Евгений Михайлович | 7 июня 1942 года — 1 июля 1942 года    | убыл командующим 1-й иаа |
| Генерал-майор авиации | Ерёменко Иван Трофимович    | 1 июля 1942 года- 10 октября 1942 года | убыл командиром 2-го сак |

## В составе объединений
| Дата            | Фронт (округ)           | Армия               | Корпус                    | Примечания     |
| --------------- | ----------------------- | ------------------- | ------------------------- | -------------- |
| 07.06.1942 года | Северо-Кавказский фронт | 5-я воздушная армия | -                         | -              |
| 03.09.1942 года | Закавказский фронт      | 5-я воздушная армия | Черноморская группа войск | расформирована |

## Части и отдельные подразделения дивизии
Боевой состав дивизии претерпевал изменения, в её состав входили полки:
| Период                        | Части                                 |
| ----------------------------- | ------------------------------------- |
| 28.05.1942 г. — 27.09.1942 г. | 36-й истребительный авиационный полк  |
| 06.06.1942 г. — 15.07.1942 г. | 268-й истребительный авиационный полк |
| 12.06.1942 г. — 27.09.1942 г. | 25-й истребительный авиационный полк  |
| 20.07.1942 г. — 15.08.1942 г. | 347-й истребительный авиационный полк |
| 23.06.1942 г. — 20.07.1942 г. | 518-й истребительный авиационный полк |
| 31.07.1942 г. — 31.08.1942 г. | 628-й истребительный авиационный полк |

## Участие в операциях и битвах
- Армавиро-Майкопская операция — с 6 августа 1942 года по 17 августа 1942 года.
- Новороссийская операция — с 19 августа 1942 года по 18 сентября 1942 года.

## Литература

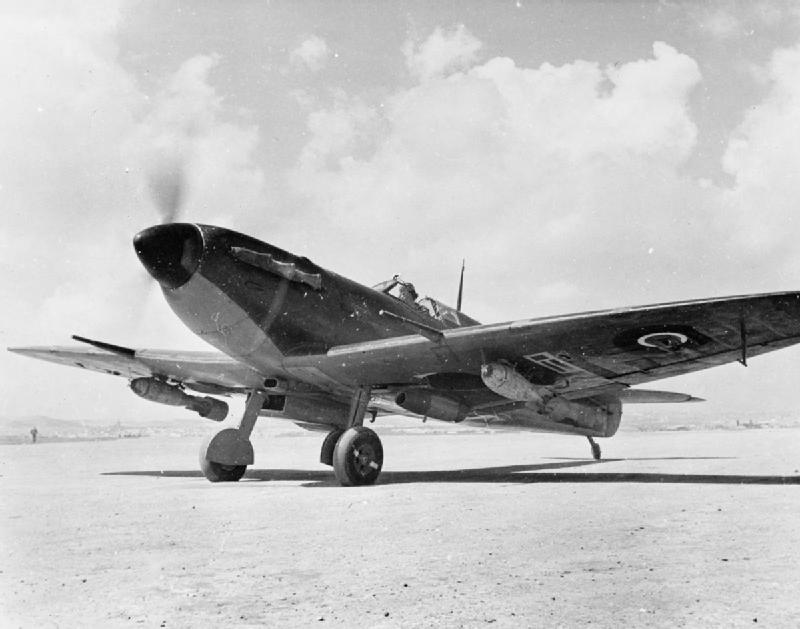
Спитфайр 36-го иап